# Papa Damaz
Ukupno su bila dvojica papa imena Damaz:
- Damaz I.  (366. – 383.?)
- Damaz II. (1048.)